# 自由の人民 (イタリア)
自由の人民（じゆうのじんみん、伊: Popolo della Libertà, PdL）は、イタリアの政党。日本の報道機関では自由国民と表記される。また、外務省ホームページでは「自由国民党」と表記されている。
政党連合「自由の家」を構成していた中道右派政党のフォルツァ・イタリアや国民同盟などが、合流を視野に、2007年11月、政党連合として結成。2008年総選挙で、イタリア議会上下両院で連合に参加した北部同盟と共に圧倒的過半数を占めることに成功し、シルヴィオ・ベルルスコーニ政権の与党となった。そして、翌2009年3月末に政党化された。2010年以降、ベルルスコーニの相次ぐ汚職とそれに対する免責運動により党内対立が生じ、イタリアのための未来と自由（LFI）、イタリアの同胞・国民右翼（FdI–CN）、新中道右派（NCD）が分派するなど求心力が低下していった。
2013年11月16日、ベルルスコーニは党の解散を執行部で決定し、自派議員のみで旧フォルツァ・イタリア（FI）を再結党した。

## 歴史
- 2007年11月18日 - フォルツァ・イタリア、国民同盟を中心とした政党連合として結成される。
- 2008年4月13日・14日 - 2008年イタリア総選挙で、上院・下院ともに最多得票。第二次ベルルスコーニ政権成立。
- 2009年3月27日 - 政党連合から単一政党へ発展的に解消される。初代党首は旧フォルツァ・イタリア党首シルヴィオ・ベルルスコーニが就任。
- 2010年7月30日 - 旧国民同盟出身のジャンフランコ・フィーニ下院議長らが離党、「イタリアのための未来と自由」を結党する。
- 2012年12月17日 - 旧国民同盟出身のイグナジオ・ラ・ルッサ国防大臣らが離党、「イタリアの同胞・国民右翼」を結党する。
- 2013年11月15日 - 旧フォルツァ・イタリア出身のアンジェリーノ・アルファノ副首相らが離党、「新中道右派」を結党する。
- 2013年11月16日 - 党の解散を執行部が承認。ベルルスコーニ派は「フォルツァ・イタリア」を結党した。